# Kielspeling
De kielspeling of ruimte onder de kiel (UKC) is de minimumruimte tussen het diepste punt van een schip en de bodem.
De kielspeling kan bepaald worden aan de hand van de diepgang van het schip en de waterdiepte. Daarbij moet er rekening worden gehouden met trim en slagzij die de kielspeling verminderen. De waterdiepte kan bepaald worden aan de hand van de kaartdiepte waarbij waterhoogte door het tij ten opzichte van het reductievlak vastgesteld moet worden.
De kielspeling neemt af bij een vaartlopend schip doordat dit squat ondervindt. Hierdoor zinkt het schip in en vertrimt het, vooral in smal, ondiep vaarwater. Dit verhoudt zich kwadratisch met de vaart door het water.

## Onderdelen van de kielspeling
In het PIANC rapport over kielspeling bestaat de kielspeling uit de volgende onderdelen:
- aan het schip verbonden onderdelen:
  - onzekerheid in de bepaling van de diepgang
  - variaties in dichtheid van het water
  - squat, slagzij en trim
  - beweging van het schip door golven
  - netto kielspeling
- aan de geul verbonden onderdelen:
  - onzekerheid in de bodemligging (onzekerheden in de peilingen)
  - bodemveranderingen tussen baggerwerken
  - baggertolerantie

Onder de netto kielspeling wordt verstaan die waarde die het schip nodig heeft om te veilig te kunnen varen als verder alles duidelijk is. Door Ligteringen worden de volgende waarden genoemd voor gebruik in havenbekkens (dus niet voor toegangsgeulen op volle zee):
- netto kielspeling
  - voor slib 30 cm
  - voor zand 50 cm
  - Voor rots 100 cm
- Voor squat en trim 50 cm
- Voor de scheepsbeweging t.g.v. golven ½Hs

## Probabilistische kielspeling
Sinds de eeuwwisseling wordt steeds vaker gemaakt van een probabilistische aanpak. Daarbij wordt er een bepaalde kans vast gesteld dat een schip de bodem mag raken. Die kans hangt af van het soort bodem (bij een rotsbodem moet de kans veel kleiner zijn dan bij een zandbodem) en van het type schip (de acceptabele kans dat het schip de bodem raakt moet voor een chemicaliëntanker veel kleiner zijn dan voor een ertscarrier). Squat en slagzij hangen af van de golven (en de respons van het schip op die golven). Als die respons bekend is, en de golfconditie bekend is, kan voor een schip in die specifieke situatie de benodigde kielspeling bepaald worden.

## Getijvenster
Door het getij veranderd de waterdiepte. Bij toegangsgeulen die beperkte diepte hebben kunnen schepen dan ook alleen bij hoog water binnenlopen. De tijd die zo'n schip beschikbaar heeft om binnen te komen wordt het getijvenster genoemd. Omdat het getijvenster van de kielspeling afhangt, hangt dit dus ook af van de golfcondities. De getijvensters voor het varen in de geul van de Eemshaven worden bijvoorbeeld bepaald op basis van de scheepsgegevens (vaste en dynamische), de hydro en meteo verwachtingen en onderstaand bodemprofiel. Voor het berekenen van de tijvensters wordt de probabilistische methode toegepast. Deze methode houdt in dat er binnen een bepaalde periode naar een veilig vaarplan wordt gezocht, rekening houdend met de hydro en meteo verwachtingen. Hieruit volgt de verwachte verticale beweging van het schip in deze omstandigheden. Er wordt zo optimaal gebruik gemaakt van de beschikbare diepte van de geul, zodat de bereikbaarheid van de havens zo groot mogelijk is. Bij de berekeningen wordt zowel rekening gehouden met de beschikbare waterdiepte, als de maximale dwarsstroom voor de haven.